# Casa de Nassau-Weilburg
La Casa de Nassau-Weilburg (en alemán: Grafschaft Nassau-Weilburg) gobernó una parte de Nassau, que era un estado en la actual Alemania que existió entre 1344 y 1806.

## Orígenes
El 17 de julio de 1806 los condados de Nassau-Usingen y Nassau-Weilburg se unieron a la Confederación del Rin. Bajo presión de Napoleón los dos condados se fusionaron para convertirse en el Ducado de Nassau el 30 de agosto de 1806 bajo el gobierno conjunto del Príncipe Federico Augusto de Nassau-Usingen y su primo menor Federico Guillermo de Nassau-Weilburg. Como Federico Augusto no tenía herederos aceptó que Federico Guillermo se convirtiera en el único gobernante después de su muerte. Sin embargo, Federico Guillermo murió de una caída de las escaleras en el Castillo de Weilburg el 9 de enero de 1816 y fue su hijo Guillermo quien se convirtió en duque de un Nassau unificado.
Los soberanos de esta casa en adelante gobernaron el ducado de Nassau hasta 1866, y desde 1890 han gobernado la nación de Luxemburgo. La Casa de Nassau-Weiburg se extinguió en línea masculina con la muerte de la Gran Duquesa Carlota de Luxemburgo en 1985. Sin embargo, el nombre permanece con el nombre oficial de la gobernante Casa de Luxemburgo que permanece Nassau-Weilburg. Desde la muerte de la Gran Duquesa Carlota, los miembros de esta casa reinante son coagnados miembros de la Casa de Nassau-Weilburg y agnados miembros de la Casa de Borbón-Parma.

## Religión
Los Grandes Duques de Luxemburgo Guillermo IV y Adolfo eran protestantes; la religión de la Casa de Nassau, cambió después del matrimonio de Guillermo con María Ana de Portugal, que era católica.

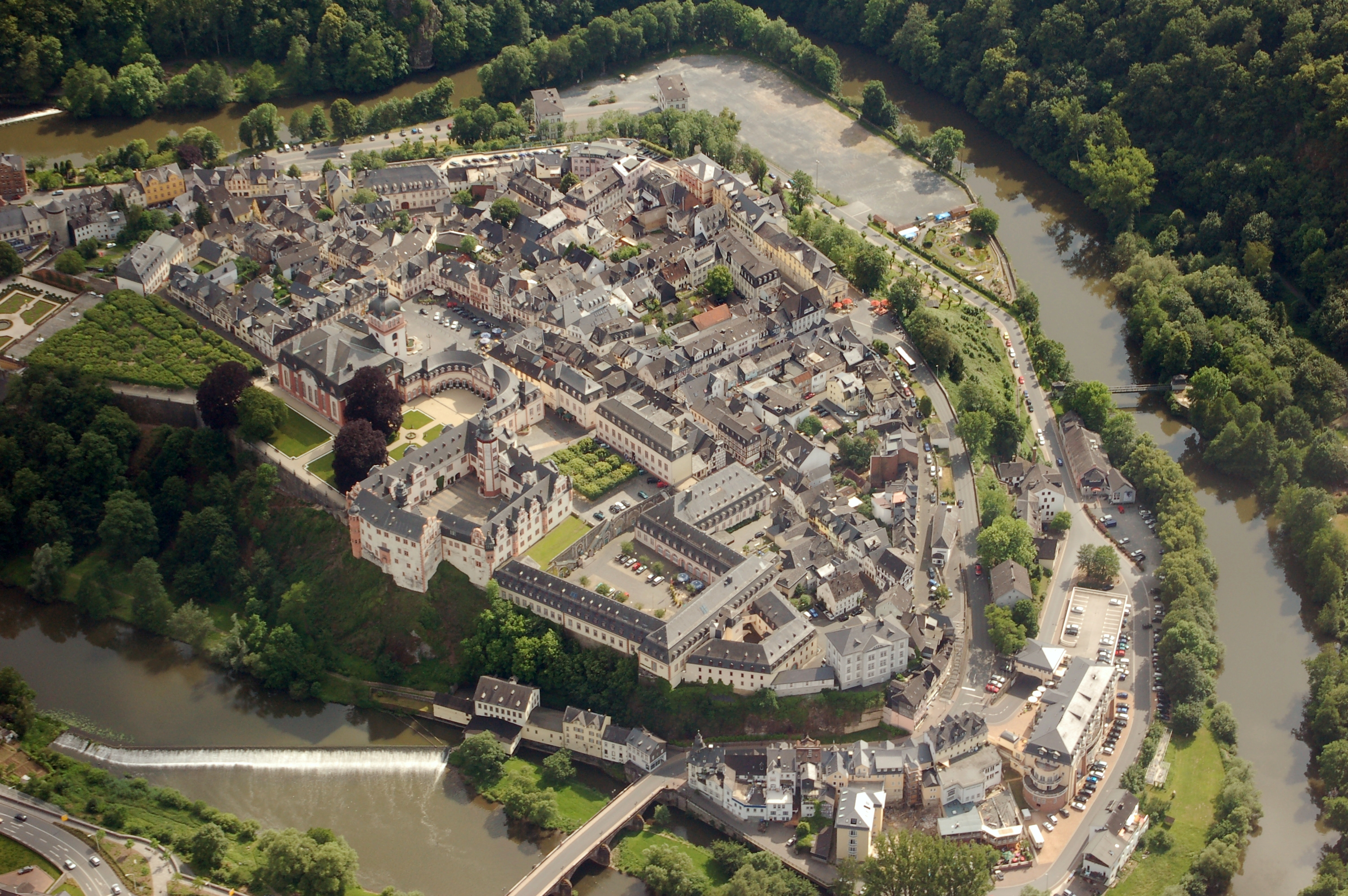
Weilburg
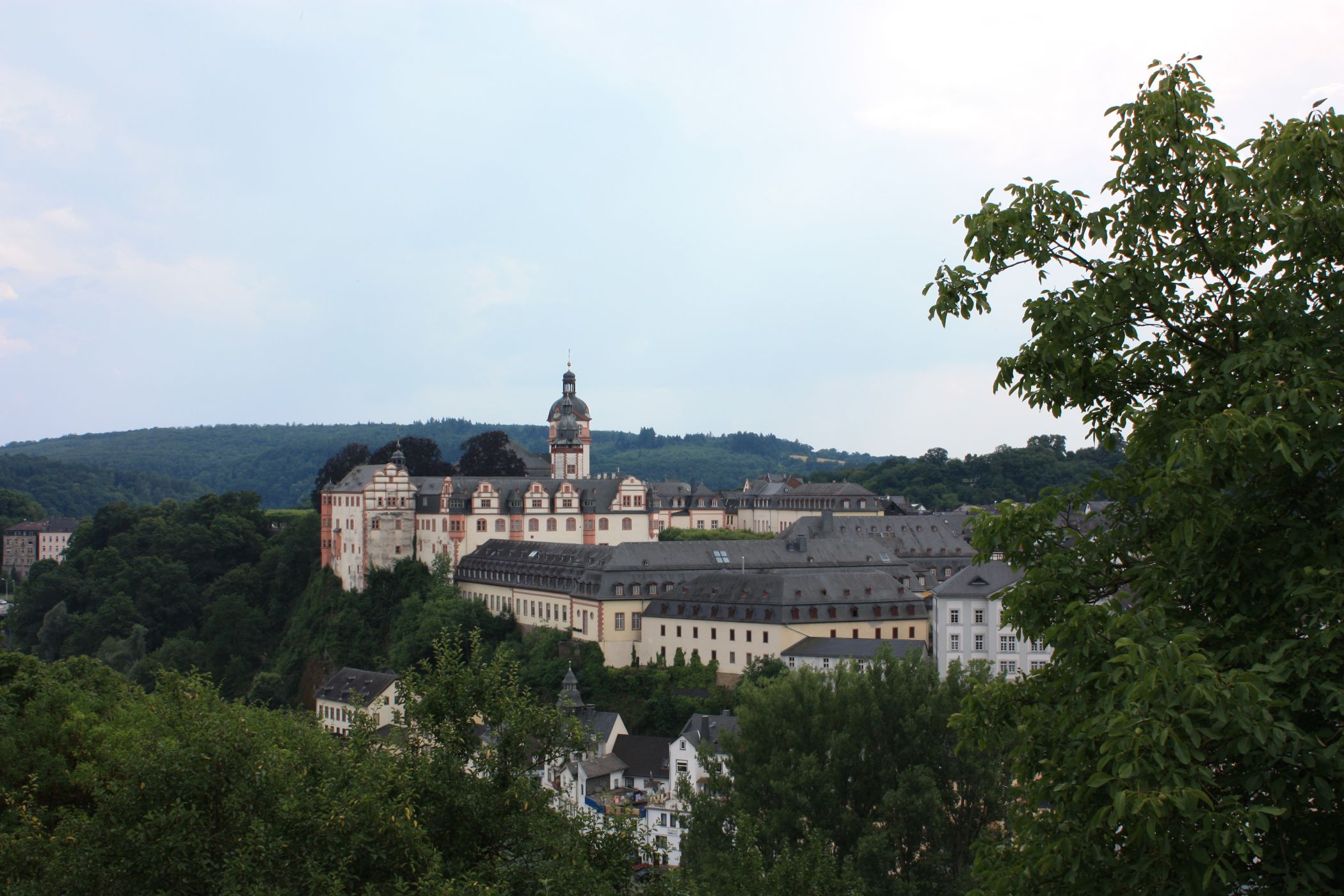
Castillo de Weilburg
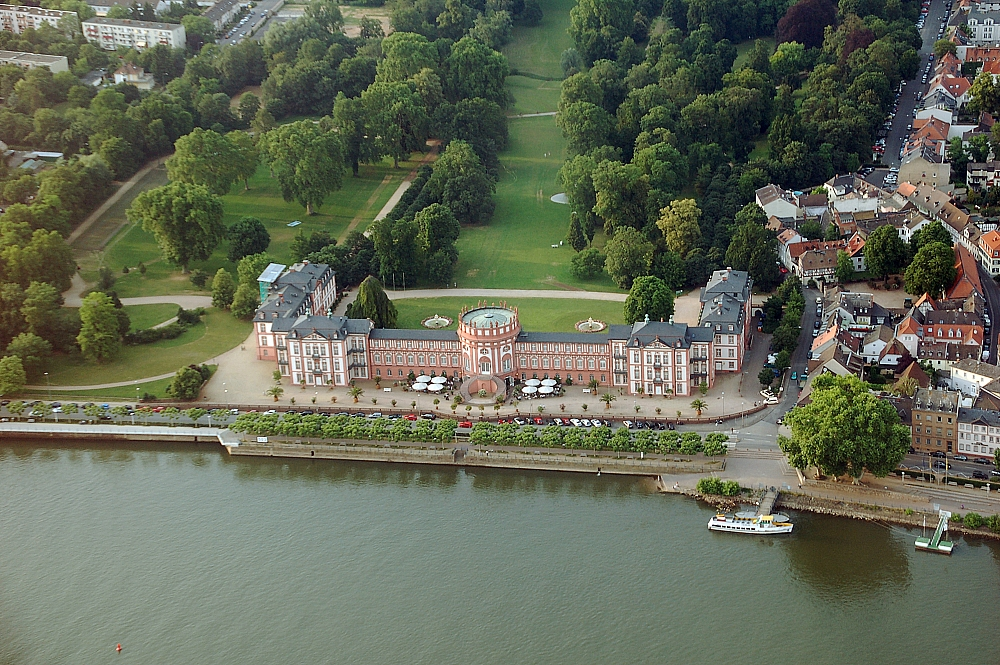
Palacio de Biebrich
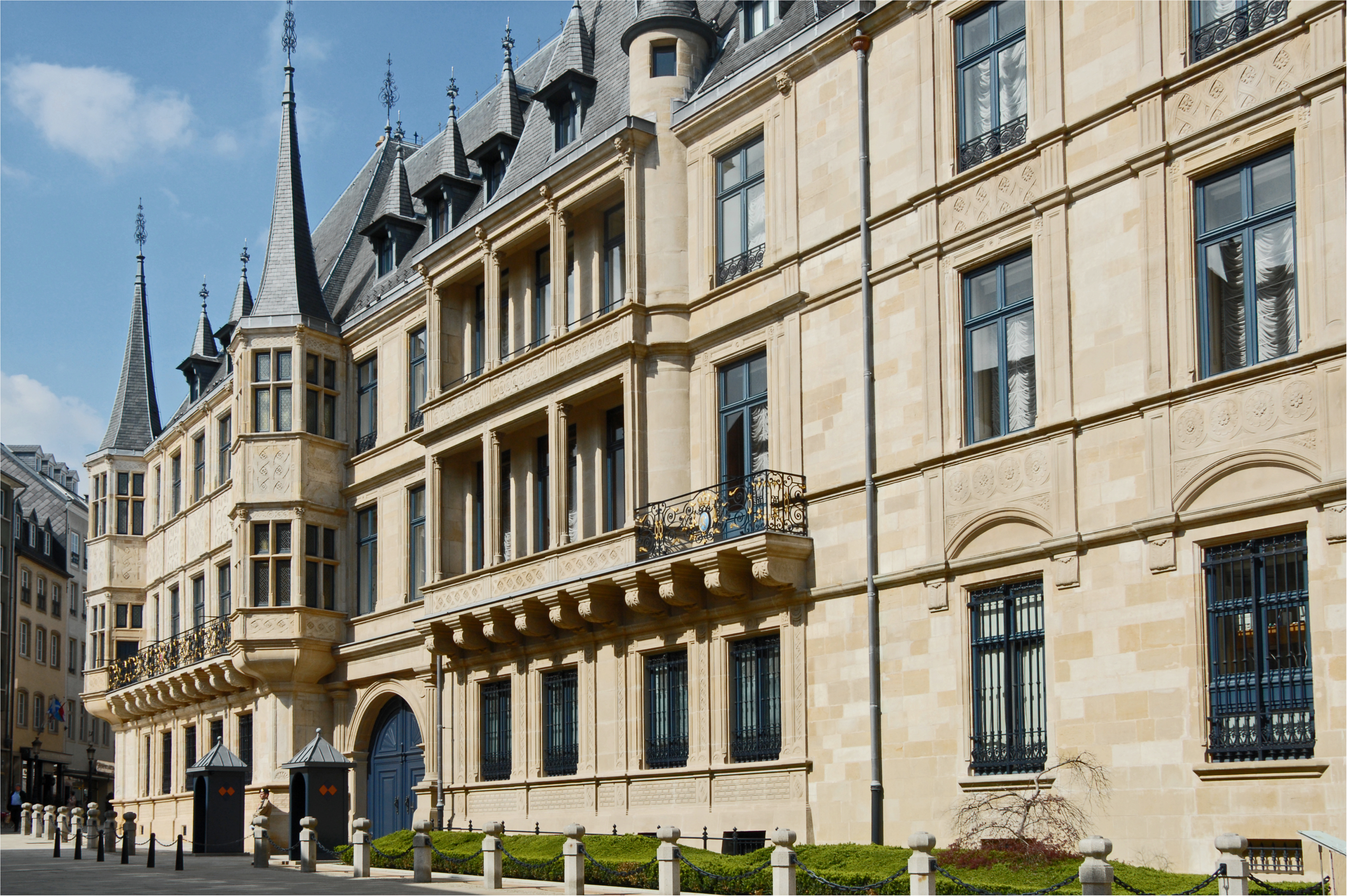
Palacio Gran Ducal de Luxemburgo
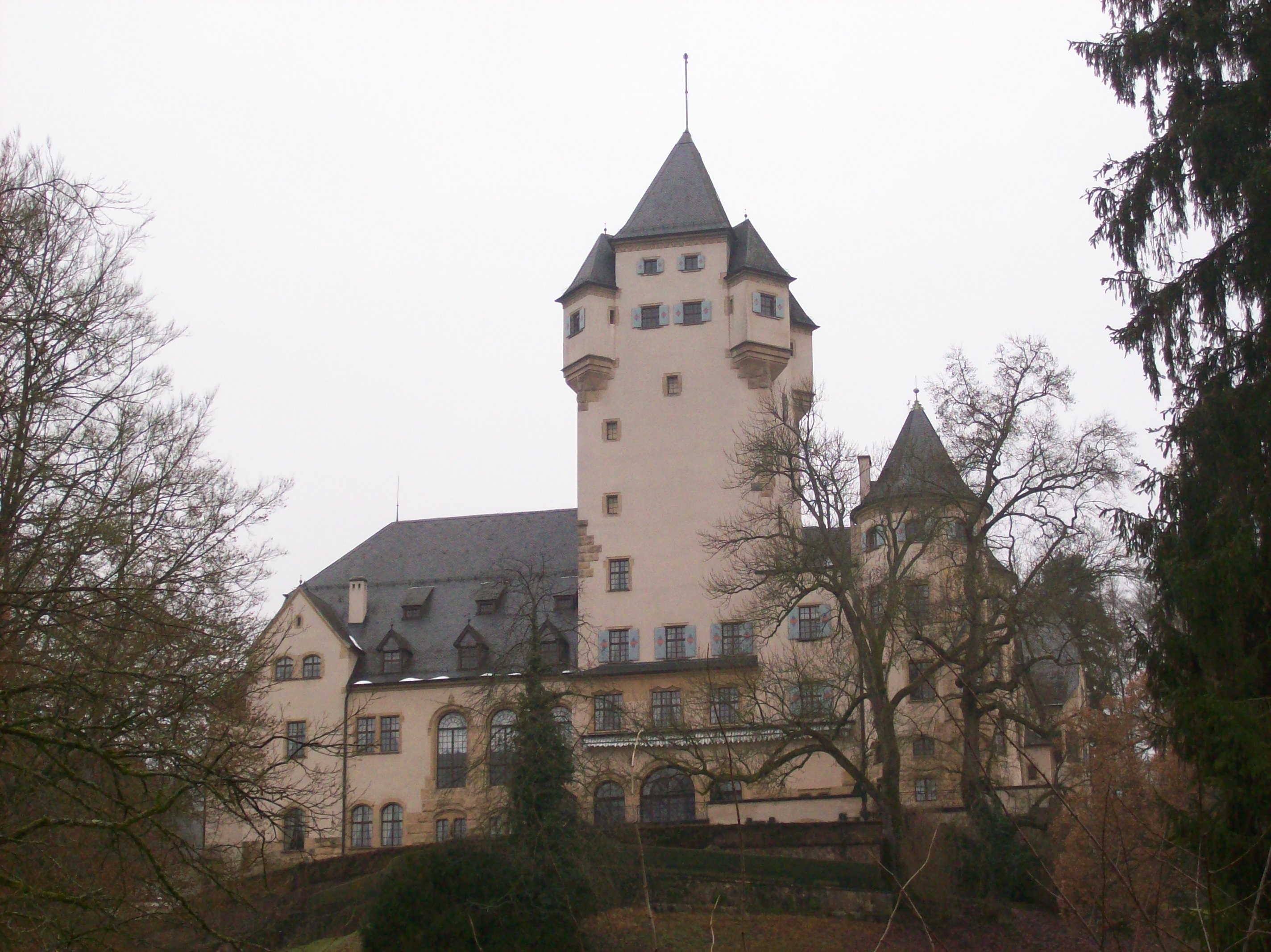
Castillo de Berg, Luxemburgo

## Soberanos de la Casa de Nassau-Weilburg

### Nassau

#### Condes de Nassau-Weilburg
- 1344-71: Juan I
- 1371-1429: Felipe  I
- 1429-42: Felipe  II y Juan II
- 1442-92: Felipe  II
- 1492-1523: Luis I
- 1523-59: Felipe  III
- 1559-93: Alberto
- 1559-1602: Felipe IV
- 1593-1625: Luis II
- 1625-29: Guillermo Luis, Juan IV y Ernesto Casimiro
- 1629-55: Ernesto Casimiro
- 1655-75: Federico
- 1675-88: Juan Ernesto

#### Príncipes de Nassau-Weilburg
- 1688-1719: Juan Ernesto
- 1719-53: Carlos Augusto
- 1753-88: Carlos Cristian
- 1788-1816: Federico Guillermo
- 1816: Guillermo

#### Duques de Nassau
- 1816-39: Guillermo
- 1839-66: Adolfo

### Gran Duque de Luxemburgo
- 1890-1905: Adolfo
- 1905-12: Guillermo IV
- 1912-19: María Adelaida
- 1919-64: Carlota
- 1964-2000: Juan
- 2000-presente: Enrique

- Datos: Q697685
- Multimedia: House of Nassau-Weilburg / Q697685